# Латвийская техническая дивизия

Танк автотанкового полка во время показательного выступления. Начало 1920-х годов.

Латвийский бронепоезд. 1938 г.

Латвийская техническая дивизия (латыш. Latvijas Tehniskā divīzija) — дивизия латвийской сухопутной армии в межвоенный период. Создана 16 января 1922 года. Командир генерал Янис Курелис. В техническую дивизию были включены авиационный, автотанковый и сапёрный полки, а также батальон связи. В 1938 году Техническая дивизия была разделена на отдельные службы, а весной 1940 года расформирована.

## Состав

Состав полка бронепоездов

- Автотанковый полк (520 человек) — два танка Мк. V, два танка Мк. В, шесть танков Fiat 3000B", 18 танков Vickers-Carden-Loyd M.1936/1937 (12 пулемётных и 6 пушечных), одна танкетка Vickers Carden-Loyd, бронеавтомобили — Ford-Vairogs «Zemgalietis», Pierce-Arrow «Viesturs», Sheffield-Simplex «Imanta», 2 Putilov-Garford M1916 «Kurzemnieks» и «Lāčplēsis», два Fiat-Ижорский «Staburags», 12 грузовиков Albion, 18 грузовиков Ford-Vairogs V8-51, 15 мотоциклов и 10 легковых машин;
- Полк тяжёлой артиллерии (446 человек) — две 114,3-мм гаубицы, четыре 106,7-мм орудия Schneider, четыре 83,8-мм пушки Vickers, две 150-мм гаубицы обр. 1913 г., две 152,4-мм гаубицы Vickers, восемь 76,2-мм пушки обр. 1902 г., четыре 75-мм пушки, шесть 119-мм гаубиц обр. 1920 г., четыре 40-мм пушки Bofors;
- Сапёрный полк (717 человек);
- Батальон связи (286 человек);
- Зенитно-артиллерийский полк (420 человек) — 74 орудия, в том числе 30 40-мм пушек Bofors;
- Полк береговой артиллерии (363 человек) — 4 76,2-мм пушки обр. 1902 г., 12 152,4-мм гаубиц Canet-Schneider, 4 107-мм пушки обр. 1877 г., четыре бронепоезда (393 человека).